# Pottenstein (Baixa Áustria)
Pottenstein (Baixa Áustria) é um município da Áustria localizado no distrito de Baden, no estado de Baixa Áustria.